# Boulogne-sur-Mer
Boulogne-sur-Mer (wymowaⓘ, zwyczajowo Boulogne) – miasto i gmina we Francji, w regionie Hauts-de-France, w departamencie Pas-de-Calais, położone nad ujściem rzeki Liane do kanału La Manche. W 2020 roku zamieszkane było przez 40 588 osób. Powierzchnia wynosiła 8,42 km² (gęstość zaludnienia – 4820 os./km²).

## Historia

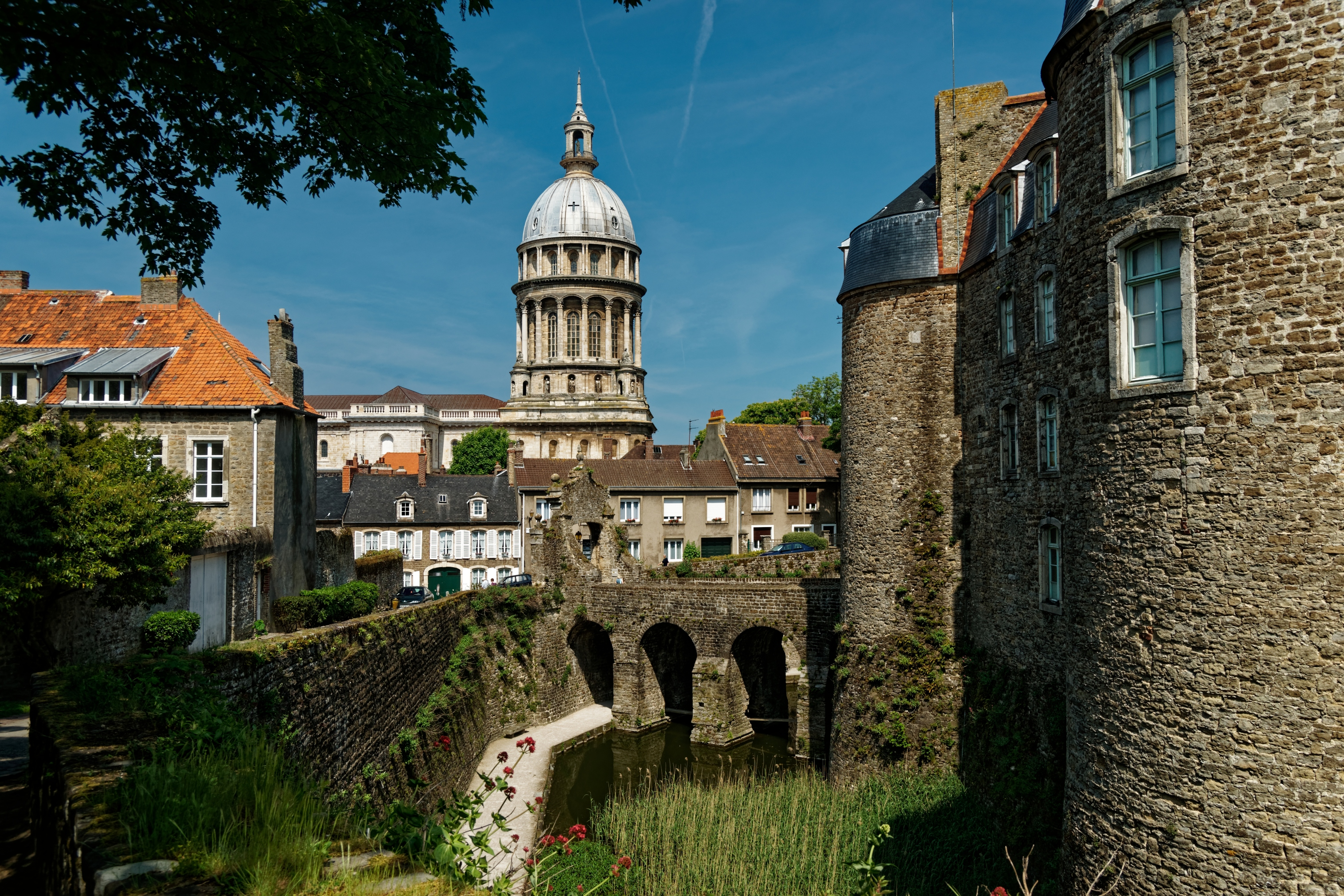
Widok w kierunku katedry w Boulogne

Miasto, początkowo zwane Gesoriacum i przypuszczalnie także Portus Itius, do IV wieku n.e. Rzymianie nazywali Bononią, wykorzystując je jako główny port łączący resztę cesarstwa z Wyspami Brytyjskimi. Stąd właśnie w roku 43 n.e. cesarz Klaudiusz wyruszył na podbój Brytanii.
W średniowieczu było stolicą hrabstwa Boulogne. O jego posiadanie toczyły się niemal nieustanne walki między Francuzami i Anglikami. W roku 1550, po zakończeniu wojny anglo-szkockiej, Francja odkupiła Boulogne od Anglii za 400 tysięcy koron w złocie.
W początkach XIX wieku odbudowana została z ruin katedra Notre-Dame de Boulogne, zniszczona w czasie rewolucji francuskiej. Odbudowę zapoczątkował ksiądz Benoît Haffreingue, który odpowiedział rzekomo na wezwanie Boga. W czasie wojen napoleońskich, cesarz zgromadził w Boulogne swą Wielką Armię przygotowując się do niedoszłej inwazji na Wielką Brytanię w roku 1805. Jego plany nigdy nie zostały zrealizowane wobec konieczności wykorzystania Wielkiej Armii na innym teatrze działań zbrojnych w Europie oraz wobec przewagi Royal Navy na morzu.
15 czerwca 1944 roku 297 bombowców (155 Avro Lancaster, 130 Handley Page Halifax i 12 De Havilland Mosquito) RAF-u zaatakowało port w Boulogne, by zminimalizować zagrożenie floty desantowej w Normandii ze strony Kriegsmarine po D-Day. Część Lancasterów była uzbrojona w ciężkie bomby typu Tallboy. Na skutek bombardowania port i otaczające go dzielnice uległy całkowitemu zniszczeniu. W sierpniu 1944 miasto, zgodnie z wolą Hitlera, zostało zamienione w „twierdzę”, ale miesiąc później zostało wyzwolone przez 3 Dywizję Kanadyjską. Kanadyjczykom pomogli mieszkańcy miasta, którzy wskazali żołnierzom sekretne przejście wiodące poza średniowieczne mury miejskie, a co za tym idzie na tyły Niemców.
Po wojnie nie zdecydowano się na rekonstrukcję historycznej zabudowy. Powstałe w latach 50. i 60. XX wieku bloki zniechęcają do odwiedzania Boulogne turystów spragnionych widoku średniowiecznego miasta.

## Wydarzenia
W dniach 7–12 sierpnia 1905 w mieście odbył się pierwszy Światowy Kongres Esperanto, na którym uchwalono Deklarację Bulońską. Wśród 688 uczestników z 20 krajów był Ludwik Zamenhof, inicjator języka. 100 lat po Kongresie, w 2005 r. w Boulogne-sur-Mer zorganizowano spotkanie rocznicowe, w którym udział wzięło 550 osób.

## Transport
W mieście znajdują się dwie stacje kolejowe. Główną jest Gare de Boulogne-Ville, drugą Gare de Boulogne-Tintelleries. W pierwszej z nich łączą się dwie linie kolejowe: Longueau – Boulogne oraz Boulogne – Calais (na której leży druga stacja).
Przez wschodnią część miasta przebiega autostrada A16.

## Miasta partnerskie
- Folkestone, Wielka Brytania
- Zweibrücken, Niemcy
- Konstanca, Rumunia
- La Plata, Argentyna

## Znane osoby
- Maurice Boitel, malarz
- Olivier Latry, organista tytularny Katedry Notre-Dame w Paryżu
- Auguste Mariette, egiptolog, założyciel Muzeum Egipskiego w Kairze
- Jean-Pierre Papin, piłkarz
- Franck Ribéry, piłkarz